# 10637 Гаймліг
10637 Гаймліг (10637 Heimlich) — астероїд головного поясу, відкритий 26 серпня 1998 року.
Тіссеранів параметр щодо Юпітера — 3,156.